# Inmigración rusa en Uruguay
La inmigración rusa en Uruguay es el movimiento migratorio desde Rusia hacia Uruguay.

## Historia
La primera colonia en San Javier, a orillas del río Uruguay, fue fundada el 27 de julio de 1913 por 300 familias rusas del grupo religioso «Novo Izrailskaya Obschina» que buscaban una completa libertad religiosa que no encontraban en la Rusia zarista. Estas 300 familias, originarias del Cáucaso, llegaron junto a su líder Basilio Lubkov, a ocupar las tierras que ofrecía al gobierno el ministro de Fomento y Agricultura José Espalter para que esta gente comenzara a instalarse y trabajar. Los colonos introdujeron el girasol, así como algunas técnicas agrícolas avanzadas a Uruguay. Construyeron un molino de harina y la primera planta productora de aceite de girasol en el país. En años posteriores llegaron otros grupos, algunos de ellos huyendo del gobierno de la Unión Soviética.
Durante la dictadura cívico-militar uruguaya (1973-1985) los habitantes rusos fueron perseguidos, ya que los militares los veían como posibles simpatizantes comunistas. Muchos residentes dejaron de hablar ruso, y la mayoría de los libros rusos fueron destruidos. El centro cultural Máximo Gorki —donde se celebraba la música, la danza y otras actividades culturales— se cerró y los trajes tradicionales de baile fueron quemados. En 1984, la ciudad se hizo conocida en todo Uruguay por la ejecución de Vladimir Roslik, un médico ruso-uruguayo que fue torturado y posteriormente asesinado por el ejército uruguayo. Para algunos es un héroe y un símbolo de lucha interna en Uruguay. Otros pobladores también fueron detenidos y desaparecidos.

## Asentamientos

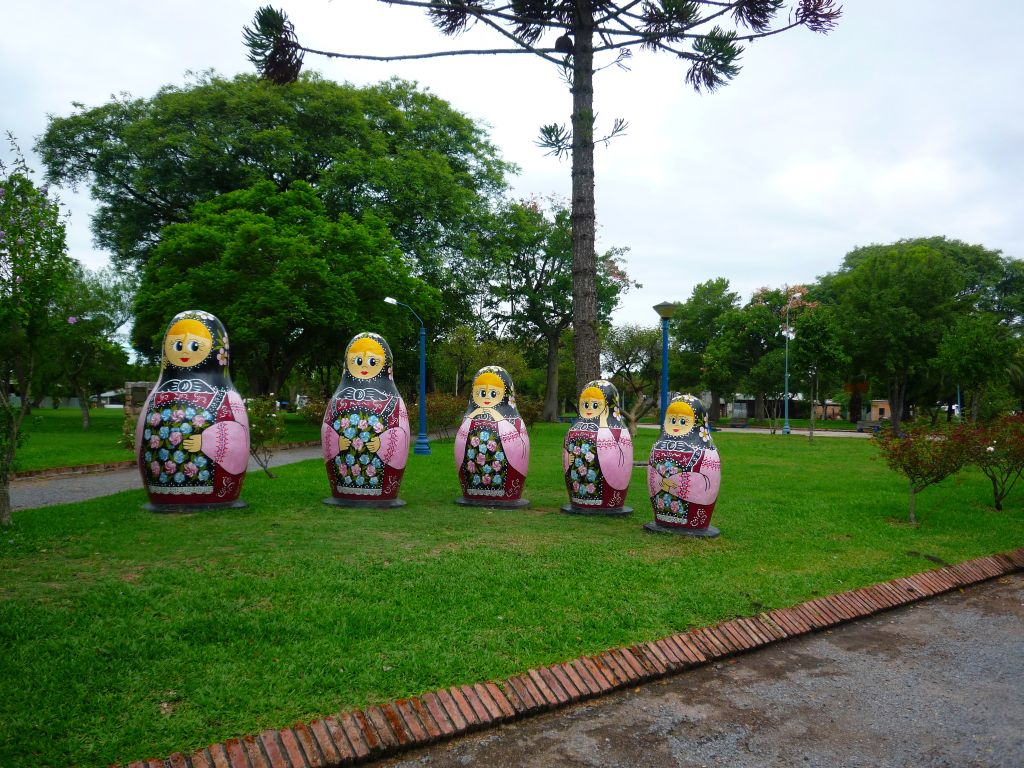
Plaza de la Libertad, San Javier.

### San Javier
En 2011, el 98 % de los 1.781 habitantes tenía ascendencia rusa.

### Colonia Ofir
La Colonia Ofir en el Departamento de Río Negro, fue fundada en 1966. Es característica la presencia de inmigrantes rusos que han permanecido prácticamente aislados con su cultura y religión ortodoxa. Se trata de starovyery, muy celosos de sus tradiciones y no permiten los aparatos fotográficos ni de filmación.

## Cultura

### Idioma ruso
En años recientes, el idioma ruso recobró vida gracias al gran éxito de un plan piloto, patrocinado por el gobierno de San Javier, el centro Máximo Gorki de dicha localidad y la Embajada de Rusia en Montevideo, que han conseguido profesores rusos para instaurar el idioma.

### Religión

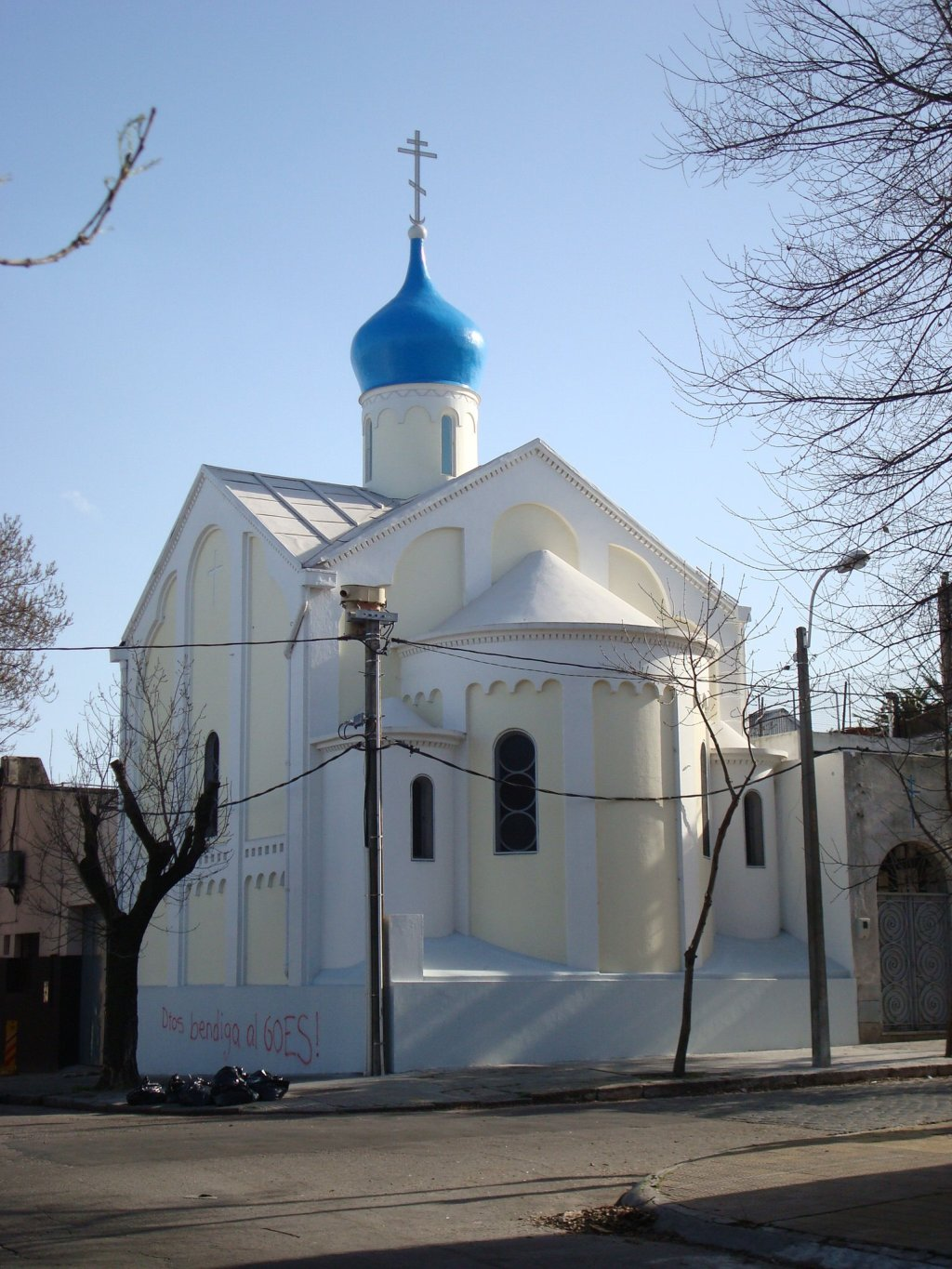
Iglesia Ortodoxa Rusa de la Resurrección, Montevideo.

La Iglesia Ortodoxa Rusa de la Resurrección se encuentra en Montevideo. Es única en su tipo y denominación en Uruguay, siendo parte de la diócesis de Sudamérica de la Iglesia ortodoxa rusa fuera de Rusia.
Dentro de la comunidad judía, los inmigrantes llegados desde Rusia eran llamados klapers y se dedicaban a vender mercadería puerta a puerta.